# Eberhard Frowein
Eberhard Frowein (* 24. Mai 1881 in Elberfeld, Deutsches Reich; † 15. Januar 1964 in  Altaussee, Österreich) war ein deutscher Roman-, Drehbuchautor, Firmenmanager, Produktionsleiter und Filmregisseur.

## Leben
Er war Sohn des Fabrikanten Abraham Frowein (1847–1893) und dessen Frau Luise Frowein. Nach seinem Abitur arbeitete er zunächst als Schriftsteller und verfasste die Romane „Lexikon der Liebe“, „Zuerst die Ponys“ und „Die eiserne Ann“. Im April 1908 gründete er gemeinsam mit Artur Landsberger die Morgen-Verlag GmbH (1908–1913) und 1910 den Eberhard Frowein Verlag in Berlin-Wilmersdorf. Ab Januar 1919 leitete er die Geschäftsstelle des Verbandes deutscher Filmautoren und gründete im Oktober 1920 die Geschäftsstelle Deutscher Erzähler GmbH. Von 1922 bis 1924 war er Co-Geschäftsführer der Comedia Film GmbH (1922–1926). Gemeinsam mit Hans Winter gründete er die Export-Firma Internationales Filmbüro GmbH. Im Februar 1923 wurde er Mitglied des Aufsichtsrats der Jüdisches Künstlertheater AG und im Mai Geschäftsführer der Otto Gebühr Film GmbH. An der Gründung der Bruckmann-Film-Fabrikations-Gesellschaft m.b.H im Januar 1924 war er wiederum als Co-Geschäftsführer beteiligt. Im gleichen Jahr betreute er auch als Produktionsleiter die Westi-Produktionen Die Perücke und Die Puppe vom Lunapark. Im Februar 1925 wurde er Geschäftsführer der Unterrichts-Film GmbH, Verlag wissenschaftlicher Filme und im Oktober 1926 gründete Frowein gemeinsam mit Alexander von Rothe und Torben von Rothe die Produktions- und Vertriebsfirma Verlag wissenschaftlicher Filme GmbH.
Neben sozialkritischen bzw. sozio-historischen Filmen war in den 1920er Jahren der Aufklärungsfilm eine Spezialität von Eberhard Frowein und Filme zu bis dato tabuisierten Themen der Sexualität, wie die beiden nach dem Niederländer Theodoor Hendrik van de Velde produzierten Filme Die Ehe (1929) und Fruchtbarkeit (1930). Die Zulassung des Films Die Ehe wurde jedoch am 22. Januar 1930 von der Filmoberprüfstelle widerrufen und es wurden diverse Schnittauflagen verfügt. Neben seiner Tätigkeit als Autor und Regisseur trat Frowein auch als Produzent auf. Als er gemeinsam mit Manfred Liebenau die Comedia Tonfilm GmbH (1932–1936) gründete, ahnte er nicht, dass er sich schon bald von seinem Geschäftspartner trennen musste, weil der 'Volljude' bei den Nazis 'unerwünscht' war. Mit seinen Drehbüchern und Regiearbeiten entstanden zur Zeit des Nationalsozialismus der antisemitische Propagandafilm Am seidenen Faden (1938) und der eugenische Propagandafilm Ich klage an (1941), der Akzeptanz für die nationalsozialistische Rassenhygiene und die Tötung sogenannten „lebensunwerten Lebens“ in der Aktion T4 schaffen sollte. Der Film verfehlte schon im Dritten Reich seine Wirkung und ist heute Vorbehaltsfilm.
Nach dem Zweiten Weltkrieg ging Eberhard Frowein nach Österreich und arbeitete an Heimatfilmen.

## Filmografie

### Drehbuch
- 1923: Das Fränkische Lied
- 1927: Sünde am Weibe
- 1930: Fruchtbarkeit (Das Problem der Mutterschaft)
- 1931: Das Kind und die Welt
- 1935: Der Dämon des Himalaya
- 1938: Du und ich (nach „Du selber bist das Rad“)
- 1938: Am seidenen Faden
- 1939: Ziel in den Wolken
- 1941: Ich klage an
- 1945: Die Schenke zur ewigen Liebe
- 1953: Ewiger Gutenberg
- 1954: Der Loibnerbauer

### Regie
- 1920: Die Frau ohne Dienstag
- 1920: Der Sklave seiner Leidenschaft
- 1921: Der Perlenmacher von Madrid
- 1920: Leidensweg einer Achtzehnjährigen (Ketten der Leidenschaft). Prod. Cela-Film GmbH., Berlin
- 1926: Sünde am Weibe
- 1929: Die Ehe (nach „Die vollkommene Ehe“ von Theodoor van de Velde)
- 1930: Fruchtbarkeit
- 1931: Heilende Hände
- 1931: Das Kind und die Welt
- 1932: Goethe lebt…!
- 1932: Das Weltkonzert II. Ouvertüre zu der Oper Wilhelm Tell von G. Rossini
- 1932: Das Weltkonzert II. Oberon Ouvertüre

## Schriften
- Mein eignes propres Geld. Roman. Cotta, Stuttgart/Berlin 1933.
- Zuerst die Ponys. Drei Masken Verlag, Berlin 1938.
- Lexikon der Liebe. Drei Masken Verlag, Berlin 1939.
- Das Haus zur göttlichen Vorsehung. Hesse & Becker Verlag, Leipzig 1940.
- Die eiserne Ann. Paul Zsolnay, Wien 1949.
- Wunderwaffe Falschgeld. Neptun Verlag, Kreuzlingen 1954.